# 伯恩特堡 (喬治亞州)
伯恩特堡（英語：Burnt Fort）是位於美國喬治亞州康登縣的一個鬼鎮。由於此地已於1917年被荒廢，本地已無人居住。

## 地理
伯恩特堡的座標為30°56′44″N 81°53′53″W / 30.94556°N 81.89806°W，而該地的平均海拔高度為2米（即7英尺）。